# بخش ویلنوو-سور-لوت
بخش ویلنوو-سور-لوت (به فرانسوی: Arrondissement de Villeneuve-sur-Lot) یک بخش در فرانسه است که در لو-ا-گرون واقع شده‌است.